# Гюнешли (нефтегазовое месторождение)
Гюнешли (азерб. Günəşli) — нефтегазовое месторождение в Азербайджане в Каспийском море.
Расположено в 120 километрах к востоку от Баку, в 12 километрах к юго-востоку от месторождения «Нефтяные Камни». Глубоководный участок месторождения является частью проекта Азери-Чираг-Гюнешли (АЧГ). 
В переводе с азербайджанского «Гюнешли» означает «солнечный» . Предполагается, что запасы нефти в Гюнешли составляют более 100 миллионов тонн.

## Западный участок мелководья
Часть месторождения Гюнешли, не входящая в проект АЧГ, находится на глубине 120 метров и разрабатывается Государственной нефтяной компанией Азербайджанской Республики (SOCAR), тогда как глубоководный участок, разрабатываемый BP в рамках проекта АЧГ, находится на глубине 120 метров, от 175 до 300 метров (от 574 до 984 футов).
Месторождение разведано в 1958–1963 годах. Первая морская платформа была установлена в 1976 году. Добыча на этом участке началась в 1982 году. Она состояла из 4 стальных кожухов для бурения 10 скважин. По данным 1980 года, платформа добывала 320 тонн нефти в сутки.
По состоянию на 1995 год Гюнешли добывал 120 000 баррелей нефти в сутки (19 000 м 3 /сут). Из-за неуклонного падения темпов добычи (9%) SOCAR наняла Kværner для управления проектом по реабилитации Гюнешли. В марте 2008 года через платформу № 13 была введена в эксплуатацию высокодебитная скважина № 244. Она добывает 140 тонн нефти и 23 000 кубических метров (810 000 куб. футов) природного газа в сутки. Скважину пробурила дочерняя компания SOCAR Azeri Drilling Company Ltd. Скважина № 247 пробурена Морской разведочной буровой установкой имени Баил Лимани через платформу № 14. Добыча составляет 100 тонн в сутки.

## Восточный глубоководный участок
Глубоководный участок месторождения Гюнешли (также называемый DWG) был включён в разработку в рамках III фазы проекта АЧГ. Первая нефть с месторождения DWG была добыта 20 апреля 2008 года из одной из 10 предварительно пробуренных скважин. Сейчас DWG добывает почти 320 000 баррелей в день (51 000 м3/сут) из общего объема в 1 миллион баррелей в день (160 × 10 3  м3/сут) на комплексе месторождений АЧГ. Комплекс DWG компании ACG расположен на восточной стороне месторождения «Гюнешли» и включает в себя две соединённые мостом платформы:
- платформа для бурения, инженерных коммуникаций и помещений (DUQ) на 48 слотов
- платформа для технологических процессов, компримирования газа, закачки воды и коммунальных услуг (PCWU)

Нефть, добываемая на DWG, транспортируется через 30-дюймовые (760 мм) врезки нефтепровода и одиночную 28-дюймовую (710 мм) врезку газопровода в заранее установленные узлы трубопровода от месторождения «Азери», ведущего к Сангачальскому терминалу.  На территории DWG имеется 9 действующих скважин. Он добывает 16 800 тонн нефти и 6,4 миллиона кубических метров (230 миллионов кубических футов) природного газа в день.

## Пожары на месторождении

### Пожар 1986 года
В советские времена, 12 июля 1986 года, на разведочной платформе нефтяного месторождения Гюнешли произошёл пожар. Погибли трое нефтяников и двое спасателей. Хотя в инциденте возложили ответственность на инженера, широко распространены слухи, что причиной пожара стало неисправное и устаревшее оборудование. После этого инцидента перед Домом правительства прошла небольшая акция протеста против бездействия правительства . Протестующие были арестованы и названы советской прессой хулиганами.

### Пожар 2015 года
4 декабря 2015 года в северной части платформы № 10 западного участка нефтяного месторождения вспыхнул смертоносный пожар. По данным SOCAR, пожар начался, когда во время сильного шторма был поврежден подводный газопровод высокого давления. В результате пожара платформа, находившаяся в эксплуатации с 1984 года, частично обрушилась.
В момент аварии на платформе находились 63 рабочих. По данным МЧС Азербайджана, подтверждено, что семь рабочих погибли, 23 пропали без вести, 33 спасены; и девять человек были госпитализированы.